# Bauhinia eilertsii
Bauhinia eilertsii är en ärtväxtart som beskrevs av August Adriaan Pulle. Bauhinia eilertsii ingår i släktet Bauhinia och familjen ärtväxter. Inga underarter finns listade i Catalogue of Life.